# Dvaadvacetiúhelník

Pravidelný dvaadvacetiúhelník

Dvaadvacetiúhelník (cizím slovem icosikaidigon či icosidigon, z řec. είκοσι δύο, eíkosi dýo – dvacet dva, a γωνία, gonía – úhel) je mnohoúhelník s dvaadvaceti úhly, vrcholy a stranami.

## Číselné údaje
Součet středových (a tedy i vnějších) úhlů je jako u všech mnohoúhelníků 360°, jeden středový úhel tedy bude {\displaystyle {\frac {360}{22}}^{\circ }=16{\frac {8}{22}}^{\circ }\approx 16{,}{\overline {36}}^{\circ }}. Vnitřní úhel se vypočítá odečtením vnějšího úhlu od 180°, bude se tedy rovnat {\displaystyle 180^{\circ }-17{\frac {8}{22}}^{\circ }=162{\frac {14}{22}}^{\circ }\approx 162{,}{\overline {63}}^{\circ }}.

Pravidelný dvaadvacetiúhelník

Je-li dán dvaadvacetiúhelník s délkou strany α, pak se následující veličiny spočítají jako:

Rýsování jedenáctiúhelníku

- Obvod: {\displaystyle P=22\,a}
- Obsah: {\displaystyle A={\frac {22}{4}}\,a^{2}\cot \left({\frac {\pi }{22}}\right)}

- Min. poloměr: {\displaystyle H={\frac {2\,A}{P}}={\frac {a}{2}}\cot \left({\frac {\pi }{22}}\right)}

- Max. poloměr: {\displaystyle R={\frac {H}{\cos \left({\frac {\pi }{22}}\right)}}={\frac {a}{2\sin \left({\frac {\pi }{22}}\right)}}}

## Rýsování
Pravidelný dvaadvacetiúhelník v podstatě nelze narýsovat, neboť číslo 22 má i dělitele, jež nejsou Fermatova čísla. Lze jej však s menší odchylkou narýsovat úpravou jedenáctiúhelníku. Ten sestrojíme následovně:
1. Narýsujeme přímku p.
2. Zakreslíme na ni bod S.
3. Zkonstruujeme kružnici k se středem S a libovolným průměrem r.
4. Sestrojíme kružnici l se středem v pravém průsečíku přímky p a kružnice k {\displaystyle A=p\cap k} s poloměrem 2r.
5. Utvoříme kružnici m se středem v levém průsečíku přímky p a kružnice k {\displaystyle B=p\cap k} s poloměrem 2r.
6. Narýsujeme přímku procházející průsečíky kružnice l a m {\displaystyle C=l\cap m} a {\displaystyle D=l\cap m} jménem q.
7. Sestrojíme kružnici n se středem v průsečíku kružnice k a přímky q {\displaystyle E=k\cap q} s poloměrem r.
8. Zkonstruujeme přímku r spojující průsečíky kružnice k a kružnice n {\displaystyle F=k\cap n} a {\displaystyle G=k\cap n}, jež prochází svým průsečíkem s přímkou q {\displaystyle H=r\cap q}.
9. Narýsujeme kružnici o se středem v průsečíku F a poloměrem FH.
10. Narýsujeme kružnici p se středem v průsečíku H a poloměrem FH.
11. Sestrojíme přímku s procházející průsečíky kružnic o a p {\displaystyle I=o\cap p} a {\displaystyle J=o\cap p}.
12. Vytvoříme přímku t spojující průsečík přímky r a s {\displaystyle J=r\cap s} s bodem S.
13. Zkonstruujeme kružnici q se středem v průsečíku B, jež protíná průsečík přímky t a kružnice k {\displaystyle K=t\cap k}.
14. Narýsujeme kružnici r se středem v průsečíku kružnice q a kružnice k {\displaystyle L=q\cap k}. Následně uděláme několik kružnic s průměrem stejným jako kružnice r, kdy každá následující bude mít střed v pravém průsečíku původní kružnice s kružnicí k. Až budeme mít všechny mezery zaplněny, všechny tyto průsečíky pospojujeme.

Nyní máme jedenáctiúhelník. Je třeba zdvojnásobit počet jeho úhlů, proto u každé z jedenácti úseček:
1. Narýsujeme kružnici k se středem v pravém průsečíku ohraničujícím úsečku s poloměrem rovným úsečce.
2. Sestrojíme kružnici l se středem v levém průsečíku ohraničujícím úsečku s poloměrem rovným úsečce.
3. Vytvoříme přímku p spojující oba průsečíky kružnic k a l.
4. Když to vše máme u každé úsečky, tak pospojujeme průsečíky přímek p s kružnicí k s původními jedenácti vrcholy.

Takto lze tedy dvaadvacetiúhelník sestrojit v 18 krocích. Jeden středový úhel je u narýsovaného jedenáctiúhelníku cca {\displaystyle 32{,}7377^{\circ }}, u dvaadvacetiúhelníku kolem {\displaystyle 16{,}36885^{\circ }}. Správně má být {\displaystyle 16{,}{\overline {36}}^{\circ }}, odchylka bude tedy pouze cca {\displaystyle 0{,}005214^{\circ }}.
Zde je výčet všech bodů, průsečíků, přímek a kružnic zkonstruovaných během rýsování jedenáctiúhelníku:
- Body a průsečíky: S, A, B, C, D, E, F, G, H, I, J, K, L
- Přímky: p, q, r, s, t
- Kružnice: k, l, m, n, o, p, q, r

## Zaplnění kosočtverci
Dvaadvacetiúhelník lze, stejně jako každý jiný mnohoúhelník, bez jakékoli mezery zaplnit kosočtverci. Kosočtverců je vždy více druhů – pět – a od každého druhu stejně (viz barvy). Zde jsou některé možnosti:

Obr. 1
Obr. 2
Obr. 3
Obr. 4
Obr. 5
Obr. 6